# Astragalus truncato-alatus
Astragalus truncato-alatus är en ärtväxtart som beskrevs av Sirj. och Karl Heinz Rechinger. Astragalus truncato-alatus ingår i släktet vedlar, och familjen ärtväxter. Inga underarter finns listade i Catalogue of Life.